# ۱۵ دی
۱۵ دی دویست و نود و یکمین روز سال در گاه‌شماری خورشیدی است. به پایان سال ۷۴ روز (۷۵ روز در سال کبیسه) باقی‌است.

## مناسبت‌ها
- جشن بتیکان
- جشن دی به مهر روز

## رویدادها
- ۱۳۱۰ - ثبت ملی میدان نقش جهان اصفهان.
- ۱۳۶۶ - بنیان‌گذاری فرهنگستان علوم ایران.
- ۱۳۵۹ - آغاز عملیات نصر.
- ۱۳۷۳ - حادثه ۱۵ دی ۱۳۷۳ لاکهید جت‌استار آجا.
- ۱۳۹۹ - توقیف ۱۵ دی ۱۳۹۹ کشتی نفت‌کش کره جنوبی توسط ندسا.
- ۱۴۰۰ - حادثه ۱۵ دی ۱۴۰۰ پرواز ۶۹۰۴ مشهد-اصفهان هواپیمایی کاسپین.
- ۱۴۰۱ - انتشار نخستین قسمت از سریال سقوط.
- ۱۴۰۲ - حادثه دی ۱۴۰۲ کوهنوردان سبلان.

## زادروزها
- ۱۲۲۸ - مسعود میرزا ظل‌السلطان، شاهزاده قاجار
- ۱۲۸۴ - سید محمدکاظم شریعتمداری، مرجع تقلید
- ۱۳۱۵ - بهرام صادقی، نویسنده
- ۱۳۶۸ - نازنین بیاتی، بازیگر
- ۱۳۷۸ - حدیث نجفی، از کشته‌شدگان خیزش ۱۴۰۱ ایران

## درگذشت‌ها
- ۱۳۷۳ - منصور ستاری، سرتیپ نیروی هوایی ارتش جمهوری اسلامی ایران
- ۱۳۷۳ - سید علیرضا یاسینی، سرتیپ خلبان مک‌دانل داگلاس اف-۴ فانتوم ۲ نیروی هوایی ارتش جمهوری اسلامی ایران
- ۱۳۷۳ - مصطفی اردستانی، سرتیپ خلبان نورثروپ اف-۵ نیروی هوایی ارتش جمهوری اسلامی ایران
- ۱۳۹۸ - محمدنعیم امینی فرد، نماینده حوزه انتخابیه ایرانشهر، سرباز، دلگان، فنوج، بمپور، بنت، لاشار، آشار و آهوران در دوره دهم مجلس شورای اسلامی